# Notre-Dame-des-Pins
| Notre-Dame-des-Pins           |                             |
| Pont Perrault 17.jpg          |                             |
| Coordenadas: 46º11'N, 70º43'W |                             |
| Província                     | Quebec                      |
| Região administrativa         | Chaudière-Appalaches        |
| Incorporado em                | 29 de junho de 1926         |
| Prefeito                      | Viateur Boucher             |
| Código postal                 | 29120                       |
|                               |                             |
| Área                          |                             |
| - Cidade                      | 24,6 km², 9,8 mi²           |
| Fuso horário                  | UTC -5                      |
| População (2006)              |                             |
| - Cidade                      | 1.071                       |
| - Densidade                   | 43,5 hab/km², 109,2 hab/mi² |

Notre-Dame-des-Pins é uma freguesia canadense do Conselho Municipal Regional de Beauce-Sartigan em Quebec, localizado na região administrativa de Chaudière-Appalaches.